# نويل شو
نويل شو (بالإنجليزية: Noel Shaw)‏ (10 مايو 1937 بملبورن في أستراليا - 10 ديسمبر 2017) هو لاعب كريكت أسترالي. لعب مع فريق فكتوريا للكريكت.

## وصلات خارجية
- نويل شو على موقع إي آس بي آن كريك إنفو (الإنجليزية)